# Stenolophus terminalis
Stenolophus terminalis es una especie de escarabajo de tierra del género Stenolophus, tribu Harpalini, subfamilia Harpalinae. Fue descrita científicamente por Péringuey en 1896.
La especie se mantiene activa durante los meses de enero, septiembre y noviembre.

## Distribución
Se distribuye por Sudáfrica.